# Fred Fortune
Frederick Joseph Fortune, detto Fred (Lake Placid, 1º aprile 1921 – Burlington, 20 aprile 1994), è stato un bobbista statunitense.

## Biografia
Ai V Giochi olimpici invernali (edizione disputatasi nel 1948 a Sankt Moritz, Svizzera) vinse la medaglia di bronzo nel Bob a due con il connazionale Sky Carron partecipando per la nazionale statunitense I, meglio di loro le due nazionali svizzere (medaglia d'argento e medaglia d'oro).
Il tempo totalizzato fu di 5:35,3 con un distacco considerevole dalle altre due posizioni: 5:30,4, e 5:29,2. Combatté durante la seconda guerra mondiale.
Inoltre ai Campionati mondiali vinse tre medaglie di bronzo:
- Campionati mondiali di bob 1949, nel bob a due con John McDonald
- Campionati mondiali di bob 1950, nel bob a due con William D'Amico
- Campionati mondiali di bob 1965, nel bob a quattro con Richard Knuckles, Joe Wilson, James Lord